# Zaghawa (peuple)
Pour les articles homonymes, voir Zaghawa et Béri.
 (mars 2024).
 (octobre 2017).

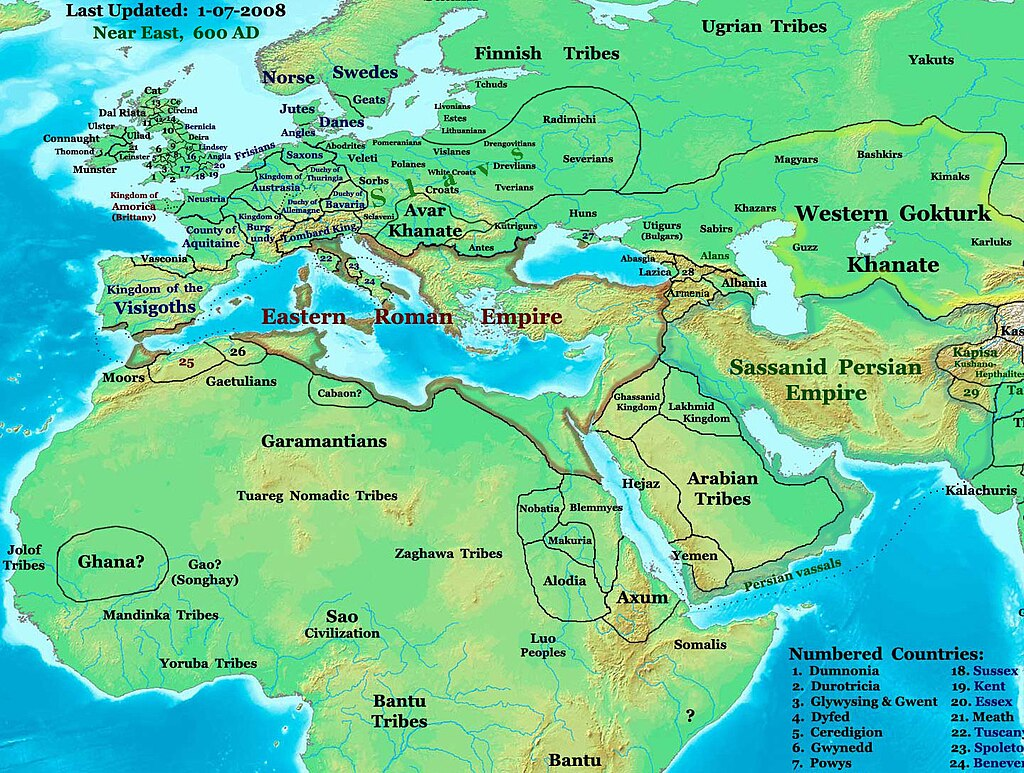
Étendue des tribus Zaghawa (Béri) vers l'an 600

Les Zaghawa ou Béri (comme ils se désignent eux-mêmes) sont un peuple d'Afrique établi majoritairement dans le nord-ouest du Soudan (Darfour du Nord) et le nord-est du Tchad (Ennedi, Wadi Fira, Ouaddaï, Borkou et Batha) de part et d'autre de la frontière. Leur langue, le zaghawa ou le béria, appartient à la famille des langues sahariennes. Leur population dépasse les 7 600 000 individus. Connus pour leur courage, leur discipline et leur morale, les Béri ont développé un code d’honneur strict reposant sur la bravoure et la loyauté. Ces valeurs et comportements sont transmis de génération en génération, renforçant l'identité et la cohésion sociale.
La société Zaghawa est organisée en clans et en sous-clans, avec des structures tribales et des chefs qui jouent un rôle dans la gouvernance locale. Leur artisanat, notamment les textiles et les bijoux, est également très apprécié. En résumé, les Zaghawa sont un peuple résilient avec une riche histoire et culture, façonnée par leur environnement et les défis socio-politiques de la région. Leur identité est marquée par un fort sens de la communauté, de la bravoure et de la survie dans des conditions souvent difficiles.

## Ethnonymie
De multiples orthographes sont utilisées pour ces ethnonymes :
- l'endonyme Beri, Berri ;
- l'exonyme arabe Zaghawa, Zaghawas, Zakhawa, Zeggaoua[4].

Les Zaghawas sont regroupés en clans ou neher, souvent de même ascendant, dont Angou, Ourara, Magâra, Wirdi, Gueyla, Guerkoula, Kouma, Sarh, Magou, Kouriara, Ngaïngara, Kardara, Mira, Archira. Touradi

## Géographie et démographie
Ils constituent environ 5,2 % de la population du Tchad et 14 % de la population du Soudan.
Au Tchad, ils vivent principalement dans les provinces suivantes : 
- Ennedi Ouest ;
- Ennedi Est ;
- Wadi Fira ;
- Ouaddaï ;
- Batha ;
- Borkou.

Au Soudan, ils vivent au Kordofan du Nord et dans la région du Darfour notamment dans les cinq sultanats, d’ailleurs les plus anciens dans l’histoire des Zaghawa, à savoir :
- le sultanat de Tine ;
- le Chartay de Darghala (chef-lieu : Kornoi) :
- le sultanat de Towar (chef-lieu : Eimbirou) ;
- le sultanat de Dar Artaj (chef-lieu : D’or) ;
- le sultanat de Dar Sowni (chef-lieu : Abu-Liha).

## Langue

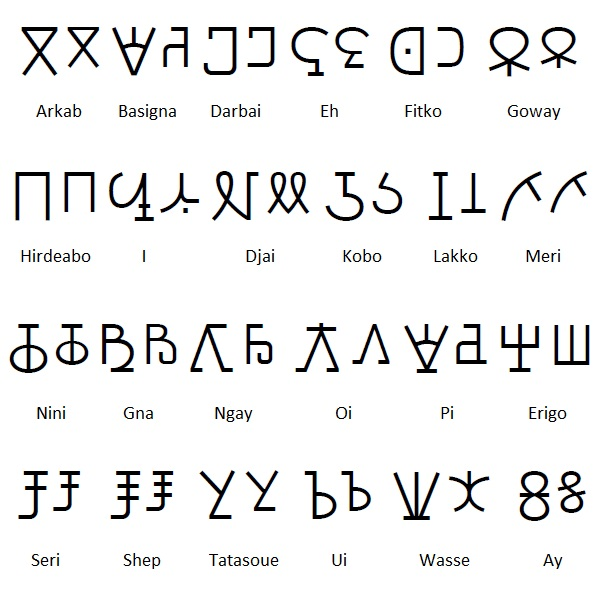
L'alphabet zaghawa.

Les Zaghawa ont leur langue, le béria (ou zaghawa).
Cette langue varie selon les groupes. Les accents et certains mots peuvent différer.

## Groupes et clans
Les Zaghawa sont répartis entre sept chefferies, dont trois sont plus importantes.
La séparation des Zaghawa dans deux États différents, soudanais et tchadien, a eu un profond impact. Les Zaghawa soudanais, s’ils ont des contacts avec leurs « parents » tchadiens, n’appartiennent pas aux mêmes clans.

### Tchad
Du côté tchadien, on recense outre les Legris (N'aura ou Kapka), les Koubé, les Dourounda, les Birié et Borogat. Les relations entre groupes Zaghawa tchadiens sont complexes, notamment parce que la colonisation française a réorganisé les chefferies – une branche des Kobé, celle d’Iriba, en a profité pour assoir la prééminence de son sultanat aux dépens des autres.

#### Bideyat
Les Borogat sont les Beri vivant autour du plateau de l'Ennedi-Ouest plus précisément à (Fada).
les Biriera-bidiyiera sont les Beri vivant autour du plateau de l'Ennedi-Est plus précisément à Amdjarass (Waddi-Hawar)  

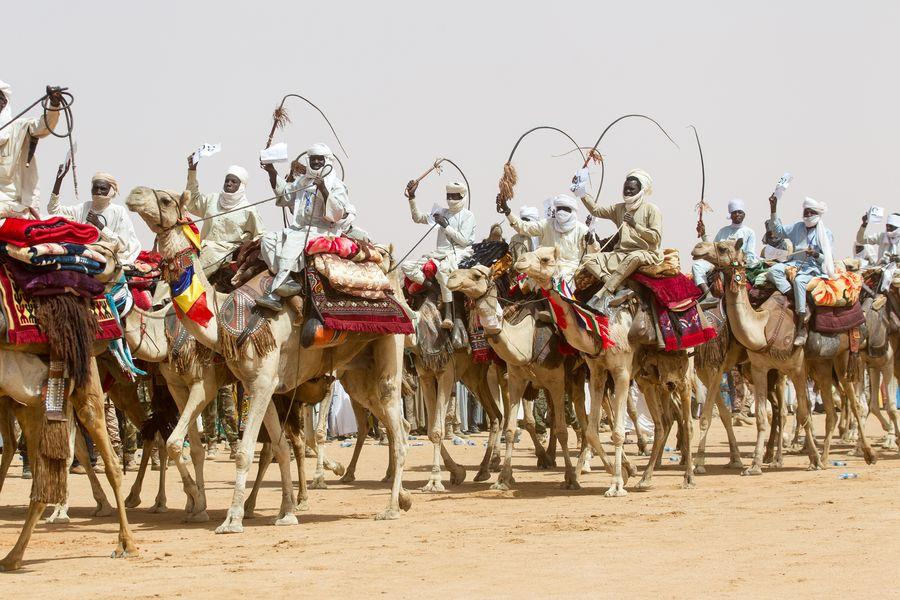

#### Kobé
Le groupe Kobé (ou Koubé) est créé voici trois cents ans d'une association entre des clans autochtones maîtres de la terre et des envahisseurs venus de l'est représentés aujourd'hui par le clan Angou.
Les Kobé du Tchad comptent plusieurs dizaines de clans très disparates en termes de taille, et en évolution constante. Ils ont pour capitale Iriba (Wadi-fira), au centre du plateau zaghawa, et sont présents sur la zone frontalière avec le Soudan. 

#### Douround, Dourène, Douroune
Les Dourounda ( ou Douroung )est un groupe ethnique  Zakhawa qui comptent plusieurs dizaines de clans très disparates en termes de taille, et en évolution constante. Ils sont dans le département de Megri situé dans la région de Wadi-fira, au centre du plateau zaghawa. Une petite partie de cette population réside au Soudan. Les clans dominants au sein des Dourounda sont les clans : Magou, Gaïngara, Mangangue, Baga, Miguè. 
Ils sont principalement établis à Martébé  ou Mardibé, Trounga, dans le massif de Kapka Matadjana au nord-est de Biltine . 

### Soudan
Du côté soudanais, on distinguait sous la colonisation britannique quatre grands groupes composant les Zhagawa soudanais : les Kobé, les Gala, les Touer et les Artaj, qu'ils essayèrent en vain de rassembler sous la houlette d'un seul chef, celui du dar (territoire) Touer, le melik (roi) d'Oum Boro.
Aujourd'hui, les clans zaghawa sont nombreux mais les plus importants démographiquement et militairement dès cette époque sont les Gala et les Tuer, au nord d'Oum Boro.
Il faut ajouter les Suweini, les Kaitinga (Kaytinga, Kaédinga), Mera et Nikeri au nord de Kutum, etc.
On compte en 2012 huit territoires au dar Zaghawa disposant de leur administration civile propre (contre quatre à l'indépendance) : le dar Artag, le dar Sueni, le dar Bere, le dar Touer, le territoire autour de Musbet, le territoire autour de Kornoï, le nord du dar Kobé et le sud du dar Kobé.

#### Touer
Ils sont basés autour d'Oum Boro.
Depuis le XVIIIe siècle, le clan dominant chez les Touer (parfois Touar, Touer, Twer) est celui des Agaba, tendance encore renforcée sous la colonisation britannique.
Mahmoud Mohamedein devient melik à la place de son frère Ali destitué par les autorités gouvernementales pour mauvaise conduite. En 2004, le melik du dar Touer (pays Touer) était toujours un Agaba, Abdel Rahman Mohamedein.
Un autre sous-groupe zaghawa est lié aux précédents, les Artaj (Artag), qu'on trouve autour d'Um Haraz, et le tout forme un ensemble désigné comme les groupes Wogi.

#### Kobé
Au Soudan, les Kobé, groupés historiquement autour des puits de Tiné, sur la frontière tchado-soudanaise, constituent un petit groupe à part et ont à leur tête leur propre sultan. Ils ne jouent toutefois pas de rôle politique important.
Ils sont bien connus pour avoir été longtemps étudiés par les anthropologues Marie-José et Joseph Tubiana.
Ils constituent une grande partie des combattants du Mouvement pour la justice et l'égalité, un important groupe rebelle soudanais.

### Autres
On distingue plusieurs autres sous-groupes de Zaghawa qui sont répartis entre le Soudan et le Tchad.

## Religion
Les Zaghawa ont commencé à être islamisés approximativement au XVIe siècle par des prédicateurs et de petits groupes d'Arabes ou d'arabisés à proximité.

## Culture
La culture Zaghawa inclut des danses, un large éventail des fêtes culturelles et un jeu de pensée (Abou tey).
Abou tey, qui signifie littéralement « la parole de grand-mère » est une sorte de devinette qui se joue durant toute la vie, qui met en jeu l'intelligence, la rapidité, la complicité, et la culture générale des joueurs[réf. nécessaire].
L'Angalang (Maï kidi) est une danse pratiquée à la tombée de la nuit, autour d'un musicien central (le forgeron) qui bat le tambour et oriente le rythme de la danse, les danseurs forment un cercle et tournent autour du musicien dans le sens inverse des aiguilles d'une montre[réf. nécessaire].

## Zaghawa et politique
Au temps de la colonisation, trois chefs de guerre entrent dans la légende, respectivement en Libye, au Tchad et au Soudan :
Abdallah Korock, chef d'État major général des armées du royaume de Ouaddaï dans la résistance coloniale face à la France.
Salim Harba dit Abou-Hawa, chef d'État major général des armées soudanaises résistant aux colons britanniques.
Sidi Goudje Amnounou, chef d’État major général des armées de l’armée Royale de la résistance libyenne face aux colons italiens.

### Tchad
Les Zaghawa participent activement à la vie politique tchadienne dans les années 1970 et 1980 en fournissant des combattants à l'armée de Goukouni Oueddei (ancien président du Tchad) et celle de Hissène Habré.
Ils prennent par la force les rênes du pouvoir avec Idriss Déby Itno, en décembre 1990, à la tête d'un groupe rebelle dont ils constituent l'essentiel des troupes. Des tensions existent toutefois au sein des Zaghawa. 
À partir d’octobre 2005, lors du début de la guerre civile de 2005-2010, les défections des Zaghawa se multiplient pour aboutir à la formation de plusieurs groupes armés qui s'établissent au Darfour et dont l'objectif est le renversement du régime du président Déby. Ils sont particulièrement nombreux parmi les Kobe, qui représentent aussi une fraction importante des combattants du Mouvement pour la justice et l'égalité (MJE), un groupe rebelle soudanais. Cette situation amènera le chef de l'État tchadien à s'appuyer sur les Kapka.

### Soudan
L'administration britannique modifie profondément la fonction de chef des différentes communautés zaghawa en leur conférant une autorité qu'elle n'avait pas, dans la mesure où ces chefs étaient auparavant avant tout des médiateurs entre les différents clans.
Après l'indépendance, les Zaghawa ont été nombreux à rejoindre le mouvement des Frères musulmans dans les années 1960 et 1970 et ont donc obtenu des postes d'influence à l'arrivée des islamistes au pouvoir en 1989.
Dès les années 1980, beaucoup de Zaghawa établissent des réseaux d’import-export dans le Golfe ou en Asie, avec lesquels ils se sont considérablement enrichis.
Au Darfour, émergent vers 2003-2005 des groupes rebelles zaghawa avec le Mouvement pour la justice et l'égalité (MJE) et l'Armée de libération du Soudan de Minni Arkoi Minawi. Ces mouvements, regroupant 15 000 hommes équipés de pick-up Toyota et d'artillerie de guerre, sont aujourd'hui encore stationnés entre le Darfour et le Kordofan.

### Des trajectoires de plus en plus divergentes?
Ainsi, durant les quinze dernières années, des deux côtés de la frontière, le monde zaghawa s'est progressivement différencié en fonction de sa proximité avec l’État et la politique :
- côté soudanais, on assiste à l'émergence d'une bourgeoisie commerçante et de cadres proches du pouvoir[7] ;
- côté tchadien, l'intégration est réelle mais plus fragile car elle ne s'appuie pas sur l'instruction et le dynamisme économique, mais avant tout sur l'émergence d'une classe d'opérateurs économiques[7].

## Personnalités notables

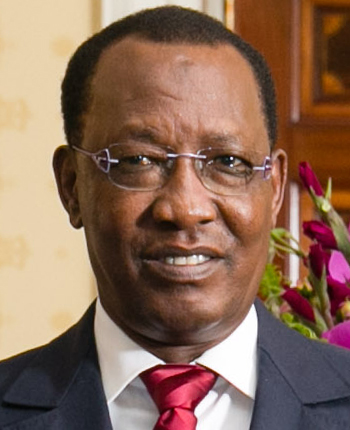
Idriss Déby Itno.

### Tchad
- Timan Erdimi président d’union pour la force et de la résistance.
- Tom Erdimi, frère jumeau de Timan Erdimi, homme politique, ministre de l’enseignement supérieur et de la recherche et l’innovation[Quand ?].
- Idriss Déby président du Tchad de 1990 à 2021[12] (clan bideyat)
- Général Bécher Moussa Houno : chef d’État major général des armées 1994-1995
- Abakar tolli : est un homme politique tchadien. Il est actuellement président du Conseil national de la résistance pour la démocratie (CNRD), un parti politique tchadien.
- Mahamat Ali Abdallah Nassour, issu du sous-clan Kiregou de Kobé plusieurs fois ministre dont de la défense nationale, des affaires étrangères et de la sécurité publique. Chef d'État major général des armées.
- Abbas Koty (clan Douroung[13]), personnalité politique et chef rebelle tchadien zaghawa, assassiné en 1993 par des inconnus en pleine capitale (N'Djamena)
- Minni Arkoi Minawi (clan Touer[7]), chef d'une importante branche du Mouvement de libération soudanais (MLS) et actuellement (Août 2024) gouverneur du Darfour Nord.
- Hassan Djamous, chef d’état-major des armées et héros du Tchad lors de la guerre Tchado-libyenne[7],[14]
- Moussa Faki, président de la commission de l’Union africaine et plusieurs fois ministre sous Idriss Déby[15],[16]
- Halima Bashir, écrivaine et médecin soudanaise, autrice de Tears of the Desert, Prix Anna-Politkovskaïa
- Tahir Erda Tairo, général de l'armée et chargé de la sécurité présidentielle depuis 2021
- Mahamat Idriss Déby, fils de l'ancien président Idriss Déby et président du Conseil militaire de transition d'avril 2021 à mai 2024 avant d'être élu président de la république lors des élections présidentielles des 5 et 6 mai 2024
- Yaya Dillo, ancien ministre sous Déby père avant de devenir un des principaux opposants au régime. Il a été assassiné par l'armée sous les ordres du Président Mahamat lors d'un assaut lancé contre son parti en février 2024
- Abakar Abdelkerim Daoud, un des principaux et anciens généraux de l'armée tchadienne et actuellement Chef d'État major
- Dr Général Youssouf Ahmat Tyera[17], écrivain[18] et conseiller spécial à la présidence de la République du Tchad[19]